# Pterolophia szewezycki
Pterolophia szewezycki là một loài bọ cánh cứng trong họ Cerambycidae.